# Metzneria castiliella
Metzneria castiliella is een vlinder uit de familie tastermotten (Gelechiidae). De wetenschappelijke naam is voor het eerst geldig gepubliceerd in 1866 door Moschler.
De soort komt voor in Europa.